# Macrojoppa subbifasciata
Macrojoppa subbifasciata är en stekelart som först beskrevs av Gyöö Viktor Szépligeti 1903.  Macrojoppa subbifasciata ingår i släktet Macrojoppa och familjen brokparasitsteklar. Inga underarter finns listade i Catalogue of Life.